# Municipio XIII
Municipio Roma XIII ist die dreizehnte administrative Unterteilung der italienischen Hauptstadt Rom.
Die Assemblea Capitolina (Stadtrat von Rom) errichtete mit seiner Resolution Nr. 11 am 11. März 2013 das Municipio, welches das ehemalige Municipio Roma XVIII und zuvor Circoscrizione XVIII ersetzte.

## Geographie

### Geschichtliche Unterteilung
Auf dem Territorium des Municipio sind die folgenden topografischen Bereiche der Hauptstadt Rom:

#### Quartiere
- Q. XIII Aurelio
- Q. XVIV Trionfale
- Q. XXVII Primavalle

#### Suburbi
- S. IX Aurelio
- S. X Trionfale

#### Zone
- Z. XLV Castel di Guido
- Z. XLVIII Casalotti

### Administrative Gliederung
Das Municipio Roma XIII umfasst die gleichen Zone Urbanistiche wie das vormalige Municipio Roma XVIII:
| 18A              | Aurelio Sud         | 25.181  |
| 18B              | Val Cannuta         | 33.787  |
| 18C              | Fogaccia            | 30.523  |
| 18D              | Aurelio Nord        | 18.483  |
| 18E              | Casalotti di Boccea | 17.793  |
| 18F              | Boccea              | 7.871   |
| Nicht zugeordnet | Nicht zugeordnet    | 509     |
| Insgesamt        | Insgesamt           | 134.147 |

## Präsident
| Wahlperiode | Wahlperiode | Präsident             | Partei              |
| ----------- | ----------- | --------------------- | ------------------- |
| 2013        | 2016        | Valentino Mancinelli  | Partito Democratico |
| 2016        |             | Giuseppia Castagnetta | MoVimento 5 Stelle  |